# ورمزو
ورمزو (به ایتالیایی: Vermezzo) یک کومونه در ایتالیا است که در استان میلان واقع شده‌است.

## خصوصیات
ورمزو ۶٫۱ کیلومترمربع مساحت و ۳٬۵۳۳ نفر جمعیت دارد.